# Idioma mandenká
El mandenká, en ocasiones escrito mandingá, mandinká o malinké, es un continuo dialectal de África occidental, es decir, un conjunto de variedades lingüísticas habladas en territorios colindantes, con diferencias ligeras en las zonas contiguas y con inteligibilidad mutua que decrece a medida que aumenta la distancia. En la mayoría de casos, no hay límites geográficos claros entre cada dialecto identificado. Incluso las variantes más alejadas tienen un alto grado de inteligibilidad mutua.
En la actualidad las hablas mandenká se hablan en diferentes países, como Gambia, Guinea, Guinea-Bisáu, Senegal, Malí, Sierra Leona, Liberia, Burkina Faso y Costa de Marfil.

## Clasificación externa
El mandenká forma parte de las lenguas mandé, concretamente de las lenguas mandé centrales. Otras lenguas, como el grupo mokolé (mogofin, koranko, lele y kakabe), el jogo, el vai y el kono, no son mandenká propiamente, pero son muy próximas.

## Clasificación interna
El mandenká se subdivide en los siguientes dialectos:
Mandenká occidental
- Mandinká occidental extremo. Hablado en Gambia, sur de Senegal (región de Sédhiou y la parte occidental de la de Tambacunda) y Guinea-Bisáu.
- Mandinká de Tanda (Senegal: región Tambakunda, departamento Tambakunda, comuna de Yalakoto) y mandinká de Ñokolo (Senegal: región Kedugu, departamento Kedugu, comuna de Tomboronkoto)
- Dialectos del Maningá occidental medio, incluyendo yajanga (yakanka o yakanké). Hablados en el este de Senegal (este de la región Kédugu; este de la de Tambacunda) y oeste de Mali (región Kayi: círculo de Keñeba; sur del círculo de Kayi, sur del círculo de Báfulabe)
- Jasongá (kasonké). Hablado en el oeste de Malí (región Kayi: norte del círculo de Kayi; norte del círculo de Báfulabe)
- Maningá occidental próximo. Hablado en el oeste de Malí (región Kayi: suroeste del círculo de Kita, en las comarcas históricas de Gangaran, Bañagadugu y Gadugu)
- Maningá de Kita. Hablado en el oeste de Malí (región Kayi: centro del círculo de Kita)
- Maninká de Bague y diversas hablas kagoro. Hablado en el centro-oeste de Malí. (norte del círculo de Kita; grupos dispersos en los círculos de Yema, Kolokani, Banambá, Kulikoro)

Mandenká oriental
- Dialectos maninká orientales, hablados en Guinea, incluyendo el habla de Kankan (maninkamori), de Sankaran (prefectura de Farana), de Toron (sur de la prefectura de Kankan)
- Dialectos maninká de Mandén (Guinea: prefectura de Siguiri; Malí: cuadrante suroeste del círculo de Kati)
- Maninká de Wasolon (este de Guinea: prefectura de Manyana; Malí: círculo de Yanfolila)
- Dialectos bámbara septentrionales, hablados en Mali, entre ellos de Beledugu (círculo de Kolokani; norte del círculo de Kati), de Banambá-Mesekele (norte del círculo de Kulikoro; círculo de Banambá; norte del círculo de Segu), de Segu (sur del círculo de Kulikoro; círculo de Baraweli; sur del círculo de Segu), de Kuruma-Kala (sur del círculo de Niono; norte del círculo de Másina), de Bako (sureste del círculo de Segu), de Sieladugu-Sarodugu (sur del círculo de Másina; norte del círculo de San)
- Dialectos bámbara centrales, hablados en Mali, entre ellos los de las comarcas de Yitumu-Yamadugu-Keleyadugu-Chakadugu, los de los alrededores de Buguní
- Dialectos bámbara meridionales (sur de Mali), entre ellos de Báninko, de Guandugu-Chendugu, de Ganadugu
- Yulá vehicular (este de Mali, oeste de Burkina Faso)
- Yulá vehicular de Costa de Marfil (Costa de Marfil)
- yulá de Kong (noreste de Costa de Marfil)
- Tooma maniya, Konyanka
- maninká de Woyené y dialectos vecinos, como el de Nafana, Sienko
- Dialectos surorientales, como el de Mau-Tenen, Barala, Finan, Koro, Worodugu, Watara, Karanjan, Kani, Koyaga, Saga, Nigbi y el koro (noroeste de Costa de Marfil)
- Dialecto maraká (sureste de Malí) y hablas dáfing (oeste de Burkina Faso)
- Bolon

## Características
Es una lengua aglutinante y presenta el orden SOV. Es una lengua tonal que presenta principalmente dos tonos: alto y bajo, una modulación ascendente y otra descendente.

## Variación de las hablas mandenká
Las diferencias fundamentales entre las hablas están en los sonidos consonánticos, sonidos vocálicos, en la sintaxis (formación de frases) y en menor medida en el léxico (vocabulario). 
La base para la división entre hablas occidentales y orientales es la oposición entre un sistema de 5 vocales en las hablas occidentales contra 7 en las hablas orientales:
| Hablas occidentales | /i/ | /i/ | /e/ | /a/ | /o/ | /u/ | /u/ |
| Hablas orientales   | /i/ | /e/ | /ɛ/ | /a/ | /ɔ/ | /o/ | /u/ |

Además de las diferencias debidas a la diversidad geográfica y a la evolución de la lengua, otras diferencias se deben a la situación geopolítica: un hablante de un país colonizado por Francia utilizará términos prestados del francés, mientras que otro de un país colonizado por los británicos harán lo mismo con las palabras de origen inglés: Ej. liburu (<fr. livre) = buku (<ing. book) = kitabu (<ár. kitab) = gafe, kafa (<mandenká)

## Sistemas de escritura
Aunque el mandenká es una lengua eminentemente oral, es decir, sin tradición escrita, se han utilizado diferentes sistemas de escritura: 
- Alfabeto árabe

| Árabe  | ا           | ع                | ب    | ت | ط | ض | ج    | ه | ح | خ | د | ر | س | ش      | ص | ث | ظ | ڢ | ل | م | ن       | و | ي | ك    | لا |
| Latino | ('), aa, ee | (', con madda ŋ) | b, p | t | t | t | c, j | h | h |   | d | r | s | s (sh) | s | s | s | f | l | m | n, ñ, ŋ | w | y | k, g | la |

- Alfabeto N'Ko, creado en 1949 para las hablas mandenká.[4]
- En una zona reducida se utilizó el silabario masaba para escribir el dialecto bámbara masasí.
- Alfabeto latino. Dotado de caracteres especiales, actualmente es el más utilizado.

## Origen y expansión del mandenká
El centro original de la lengua mandenká es la región de Mandén, una zona de colinas a orillas del río Níger, que se encuentra repartida entre los actuales países de Guinea-Conakri y Malí. Esta lengua experimentó una considerable expansión gracias al poder del Imperio de Mandén, mandenká o de Malí, desde el siglo XIII. Mandén era pronunciado como Malí por los fulbe, mandenká y malinké.